# 親衛隊第9軍
親衛軍第9（克羅地亞）山地軍（德語：IX. Waffen-Gebirgskorps der SS (Kroatisches)），後來簡稱為親衛隊第9山地軍，是二戰期間的武裝親衛隊的一個軍。最初成立是為了控制克羅地亞和阿爾巴尼亞的親衛隊部隊，此外它還指揮隸屬於武裝黨衛軍的其他德國和匈牙利部隊。它在1944年7月至1945年1月期間在東線作戰，當時它在布達佩斯圍城戰中幾乎被摧毀。